# Johnny Höglin
Hans Johnny Höglin (Nykroppa, 26 februari 1943) was een Zweeds langebaanschaatser. Hij nam tweemaal deel aan de Olympische Spelen en won hierbij in totaal één medaille.
Johnny Höglin was gedurende acht jaar actief in de internationale schaatssport. Van 1965 tot 1972 deed hij acht opeenvolgende keren mee aan de Wereldkampioenschappen allround, in dezelfde periode nam hij vier keer deel aan een Europees kampioenschap, was hij deelnemer op het eerste WK Sprint in 1970 en nam hij tweemaal deel aan de Olympische Winterspelen (in 1968 en 1972).
Zijn enige schaatsmedaille behaalde hij op de Winterspelen van 1968 in Grenoble waar hij, verrassend, olympisch kampioen op de 10.000 meter werd door de favoriet Fred Anton Maier uit Noorwegen met 0,3 seconden verschil te kloppen.

## Persoonlijke records
| Afstand     | Tijd    | Datum            | Baan     |
| ----------- | ------- | ---------------- | -------- |
| 500 meter   | 40,3    | 18 januari 1970  | Davos    |
| 1000 meter  | 1.21,3  | 17 januari 1970  | Davos    |
| 1500 meter  | 2.02,1  | 15 januari 1970  | Davos    |
| 3000 meter  | 4.21,6  | 7 maart 1968     | Inzell   |
| 5000 meter  | 7.26,0  | 16 januari 1972  | Inzell   |
| 10000 meter | 15.23,6 | 17 februari 1968 | Grenoble |

## Resultaten
| Jaar | NK Allround | EK Allround | WK Allround | WK Sprint | Olympische Spelen            |
| ---- | ----------- | ----------- | ----------- | --------- | ---------------------------- |
| 1965 |             |             | NC19        |           |                              |
| 1966 |             | 13e         | 13e         |           |                              |
| 1967 |             | NC18        | 10e         |           |                              |
| 1968 | Goud        |             | 6e          |           | 5e 1500m · 5e 5000m · 10000m |
| 1969 | Brons       |             | 6e          |           |                              |
| 1970 |             | NS2         | 11e         | 13e       |                              |
| 1971 |             |             | 11e         |           |                              |
| 1972 |             | NC19        | NC17        |           | 9e 1500m 12e 5000m           |

NC# = niet gekwalificeerd voor de laatste afstand, maar wel als # geklasseerd in de eindrangschikking

### Medaillespiegel
| Kampioenschap     | Goud | Zilver | Brons |
| ----------------- | ---- | ------ | ----- |
| Olympische Spelen | 1    | 0      | 0     |

1924: Julius Skutnabb ·
1928: afgelast ·
1932: Irving Jaffee ·
1936: Ivar Ballangrud ·
1948: Åke Seyffarth ·
1952: Hjalmar Andersen ·
1956: Sigge Ericsson ·
1960: Knut Johannesen ·
1964: Jonny Nilsson ·
1968: Johnny Höglin ·
1972: Ard Schenk ·
1976: Piet Kleine ·
1980: Eric Heiden ·
1984: Igor Malkov ·
1988: Tomas Gustafson ·
1992: Bart Veldkamp ·
1994: Johann Olav Koss ·
1998: Gianni Romme ·
2002: Jochem Uytdehaage ·
2006: Bob de Jong ·
2010: Lee Seung-hoon ·
2014: Jorrit Bergsma ·
2018: Ted-Jan Bloemen ·
2022: Nils van der Poel